# Інтроспекція (програмування)
Інтроспекція (англ. type introspection) в програмуванні — можливість визначити тип і структуру об'єкта під час виконання програми. Інтроспекція як механізм присутня в деяких об'єктно-орієнтованих мовах, в тому числі — в усіх мовах, що дозволяють маніпулювати типами об'єктів як об'єктами першого класу. Особливо помітна в мові Objective C.
Інтроспекція може використовуватись задля реалізації поліморфізму.

## Мови, що підтримують інтроспекцію
- Objective C
- C++ (з RTTI)
- Object Pascal (з RTTI)
- Java
- JavaScript
- Ruby
- Perl
- Python
- Oberon
- C# та інші мови на базі платформи .NET

## Приклад вPython
```
>>>
 
a
=
2
 
# Присвоюємо змінній a числове значення

>>>
 
type
(
a
)
 
# Отримуємо тип змінної a

<
type
 
'int'
>
 
# a - ціле

>>>
 
dir
(
a
)
 
# отримуємо список методів змінної a

[
'__abs__'
,
 
'__add__'
,
 
'__and__'
,
 
'__class__'
,
 
'__cmp__'
,
 
'__coerce__'
,
 
'__delattr__'
,
 
'__div__'
,
 
'__divmod__'
,
 
'__doc__'
,
 
'__float__'
,
 
'__floordiv__'
,
 
'__format__'
,
 
'__getattribute__'
,
 
'__getnewargs__'
,
 
'__hash__'
,
 
'__hex__'
,
 
'__index__'
,
 
'__init__'
,
 
'__int__'
,
 
'__invert__'
,
 
'__long__'
,
 
'__lshift__'
,
 
'__mod__'
,
 
'__mul__'
,
 
'__neg__'
,
 
'__new__'
,
 
'__nonzero__'
,
 
'__oct__'
,
 
'__or__'
,
 
'__pos__'
,
 
'__pow__'
,
 
'__radd__'
,
 
'__rand__'
,
 
'__rdiv__'
,
 
'__rdivmod__'
,
 
'__reduce__'
,
 
'__reduce_ex__'
,
 
'__repr__'
,
 
'__rfloordiv__'
,
 
'__rlshift__'
,
 
'__rmod__'
,
 
'__rmul__'
,
 
'__ror__'
,
 
'__rpow__'
,
 
'__rrshift__'
,
 
'__rshift__'
,
 
'__rsub__'
,
 
'__rtruediv__'
,
 
'__rxor__'
,
 
'__setattr__'
,
 
'__sizeof__'
,
 
'__str__'
,
 
'__sub__'
,
 
'__subclasshook__'
,
 
'__truediv__'
,
 
'__trunc__'
,
 
'__xor__'
,
 
'conjugate'
,
 
'denominator'
,
 
'imag'
,
 
'numerator'
,
 
'real'
]

>>>
 
a
=
"Hello!"
 
# Присвоюємо a рядок

>>>
 
type
(
a
)

<
type
 
'str'
>
 
# тип a теж відповідно змінився.

>>>
 
a
.
__doc__
 
# отримуємо рядок документації до класу.

'str(object) -> string
\n\n
Return a nice string representation of the object.
\n
If the argument is a string, the return value is the same object.'

```